# Anticharta
Takzvaná Anticharta (oficiálně Za nové tvůrčí činy ve jménu socialismu a míru) byla podpisová kampaň významných československých převážně kulturních osobností, zorganizovaná komunistickou vládnoucí moci jako odmítavá reakce na prohlášení Charty 77.
Deník Rudé právo uveřejnil na začátku ledna 1977 článek hanobící text Charty 77 a na konec ledna byli do Národního divadla v Praze pozváni na shromáždění národní umělci, herci a jiné osobnosti známé z kulturního života. Na shromáždění přečetla herečka Jiřina Švorcová výzvu „Provolání československých výborů uměleckých svazů“, která vyjadřovala loajalitu komunistickému režimu. Tomu šlo mimo jiné o to, aby „legitimizoval“ pronásledování signatářů Charty 77 a odradil další potenciální signatáře od jejího podpisu. Na shromáždění i v následujících dnech připojovali podpisy podporující toto prohlášení přední umělci tehdejší Československé socialistické republiky.
Podle Ústavu pro studium totalitních režimů se k provolání v rámci kampaně připojilo 76 národních umělců, 360 zasloužilých umělců a přes 7000 „obyčejných“ umělců. Mezi signatáři Anticharty byli i lidé, kteří podepsali prokomunistickou výzvu Kupředu, zpátky ni krok! zveřejněnou poprvé dne 25. února 1948 – například: František Filipovský, Ladislav Pešek, Otakar Vávra, Jan Pilař, Jan Werich, Vilém Závada...

## Okolnosti kampaně
Deník Rudé právo uveřejnil 12. ledna 1977 prohlášení pod názvem „Ztroskotanci a samozvanci“, hanobící text a prohlášení Charty 77. Na 28. ledna 1977 byli do Národního divadla pozváni národní umělci, herci a jiné osobnosti známé z kulturního života. Na shromáždění přečetla herečka Jiřina Švorcová „Provolání československých výborů uměleckých svazů“ (zpráva byla zveřejněna pod titulkem „Za nové tvůrčí činy ve jménu socialismu a míru“), které vyjadřovalo loajalitu komunistickému režimu. Podobné shromáždění bylo uspořádáno 4. února 1977 v Divadle hudby, kde prohlášení přečetla Eva Pilarová.
Komunistickému režimu tenkrát šlo mimo jiné o to, aby „legitimizoval“ pronásledování signatářů Charty 77, tyto signatáře izoloval od většinové společnosti a odradil potenciální signatáře od podpisu prohlášení Charty 77.
Po shromáždění i v následujících dnech pod nátlakem připojovali podpisy podporující toto prohlášení přední umělci tehdejší Československé socialistické republiky, aniž by byli s textem samotné Charty 77 seznámeni. Seznam byl tiskem vydáván v Rudém právu počínaje 30. lednem 1977. Tyto seznamy nejsou považovány za zcela důvěryhodné, byli v nich uváděni i lidé, kteří Antichartu nepodepsali.
Někteří lidé uvádění Rudým právem jako signatáři popírali (resp. popírají), že by Antichartu podepsali. Někteří z nich přiznávají, že neměli odvahu proti falešné informaci protestovat nebo že pod nátlakem podepsali později, další uvádějí, že proti svému uvedení mezi signatáři protestovali, ale marně a že před rokem 1989 nebylo snadné svůj protest zveřejnit (představovalo to minimálně určité existenční ohrožení). Další uváděli, že listina předložená jim k podpisu byla vydávána za prezenční listinu shromáždění, a nikoli za podpisovou listinu. Mezi ně patřil například Jan Werich.
Jiní, např. Bohumil Hrabal nebo Vladimír Neff, díky dobrovolnému podpisu Anticharty získali zpět určité (omezené) publikační možnosti, o které je režim připravil kvůli jejich postojům k okupaci Československa v roce 1968. Zajímavostí je, že Antichartu podepsala i herečka Dagmar Veškrnová, pozdější manželka jednoho z prvních signatářů Charty 77 Václava Havla.
Z umělců, kteří se podepsat odmítli, jsou zmiňováni Vladimír Mišík, Eduard Cupák, Jiří Suchý, Martin Štěpánek, Jaroslava Tvrzníková, Ilja Racek, Táňa Fischerová, Marie Tomášová, Naďa Urbánková, Helena Glancová, Hana Frejková, Kristina Vlachová (která kvůli tomu nesměla až do roku 1989 vykonávat svou profesi filmové režisérky), Liberečák Ladislav Dušek a celý kolektiv divadla Husa na provázku. Antichartu nepodepsali také Luděk Munzar a jeho manželka Jana Hlaváčová. Munzar o tom v roce 2013 řekl v rozhovoru: „Komunisti udělali Antichartu a já ji nepodepsal, ale nikde jsem o tom nemluvil. To je celé... Ale mně se to dneska hrozně těžko vykládá, když najednou zjišťuji, kolik tehdy bylo hrdinů. Jenže on se stal „disidentem“, protože mu nevzali špatný scénář.“
Antichartu odmítl podepsat spisovatel a režisér Ivan Vyskočil, který se po listopadu 1989 ocitl v Cibulkových seznamech spolupracovníků StB, protože byl několikrát kontaktován agenty StB, kteří ho chtěli získat pro spolupráci. Proti uvedení svého jména v seznamech se bránil soudní cestou.
Z umělců, kteří se za svůj podpis veřejně omluvili, jsou zmiňováni Michal Pavlata, Jiří Ornest, Zdeněk Svěrák a Eva Pilarová. Jan Hrušínský přiznal, že nebyl dost statečný, když podepsal Antichartu, a za svůj podpis se stydí. Jiří Menzel v rozhovoru uvedl, že komunistickému režimu tehdy sloužila většina Čechů a on se za svůj podpis Anticharty nestydí, protože je to ostuda především těch, kteří ho k podpisu donutili.

## Citát
| „                                           | Naprostá většina těch, kteří podepsali Antichartu („ve jménu socialismu a míru“ byly ty listy nadepsány, žádné, přinejmenším v ND, pouhé presenční listiny, jak dodnes ve svém studu mnozí tvrdí), činili tak pod nátlakem a v zájmu svého chleba s máslem v atmosféře okupační beznaděje … Mezi těmi, kdo odmítli Antichartu podepsat a pykali za to (ač o těch dodnes opravdu nic nezmíněno), nacházíme například režisérku Kristinu Vlachovou. | “ |
| — Jan Beneš, Zase jedno výročí, NP 6.1.2007 | |   |

## Nezamýšlené důsledky kampaně Anticharty
Pro komunistický režim představovala Anticharta poloviční úspěch, pokud je posuzována jako test loajality umělců. Současně byla kampaň tak předimenzovaná, že vedla k nezamýšleným důsledkům: zpopularizovala Chartu 77 v Československu, ale především ve svobodném světě. To byl zřejmě jeden z důvodů, proč se připravovaný monstrproces s chartisty nakonec nekonal. Ústřední výbor KSČ nechtěl riskovat přílišné mezinárodní komplikace. Roli zřejmě sehrála právě skutečnost, že Prohlášení Charty 77 se opíralo o helsinské dohody a že iniciativě pomáhali nejen západní novináři, intelektuálové či lidskoprávní aktivisté, ale také diplomaté, tedy de facto vlády některých zemí.

## Seznamy signatářů
Seznamy signatářů vycházely v Rudém právu od 29. ledna do 12. února 1977. Podle Lidových novin, které seznamy přetiskly 24. ledna 2002, bylo podepsaných celkem 7250. Údajně 7227 jmen obsahuje on-line seznam „antichartistů“ v digitalizované abecední podobě. Mezi uvedenými signatáři byli:
Národní umělci: Václav Bednář, Břetislav Benda, Beno Blachut, Cyril Bouda, Josef Brož, Ladislav Čemický, Jiří Dohnal, Libuše Domanínská, Marta Drottnerová, Otto Eckert, Jaroslav Grus, Eduard Haken, Karel Höger, Mikuláš Huba, František Jiroudek, Mária Kišonová-Hubová, Jozef Kostka, František Kovářík, Miloš Václav Kratochvíl, Miroslav Kůra, Josef Malejovský, Július Nemčík, Arnošt Paderlík, Ladislav Pešek, Marie Podvalová, Josef Rybák, Bohumil Říha, Jan Seidel, Olga Skálová, Karel Souček, Karel Steklý, Karel Svolinský, Jiřina Šejbalová, Vladimír Šmeral, Karel Štěch, Otakar Vávra, Ladislav Vychodil, Jan Werich, Viliam Záborský, Adolf Zábranský, Vilém Závada
Zasloužilí umělci: Vladimír Adámek, Světla Amortová, Liběna Astrová, Miloš Axman, Jozef Baláž, Jan Bauch, Tibor Bártfay, Ladislav Beisetzer, Josef Bek, Gabriela Beňačková, Karel Berman, Jiří Blažek, Ladislav Boháč, Jiří Brdečka, Zbyněk Brynych, Květoslav Bubeník, Marie Budíková, Marie Budíková-Jeremiášová, Zdeněk Buchvaldek, František Čech, Alena Čermáková, Václav Černý, Netta Deborská, Antonín Devátý, Jana Dítětová, Karol Drexler, Orest Dubay, Karel Dudič, Zora Erbanová, Josef Fafek-Solan, Miloslav Fábera, Václav Fiala, Jiří Filipi, František Filipovský, Emerich Gabzdyl, Marie Glázrová, František Gross, František Hanus, Jan Hanuš, Václav Haise, Vlastimil Harapes, Václav Hilský, Emil Hlobil, Karel Hofman, Milan Hojdys, Otto Holas, Karel Horský, Rudolf Hrušínský, Jan Hus Tichý, Ilja Hylas, Antonín Ivanský, Vladimír Jedenáctík, Karel Jernek, Stanislav Ježek, Jaromír Jindra, František Jílek, Vlastimil Jílek, Ivan Jirko, Karel Kachyňa, Jan Kavan, Miloš Kirschner, Alois Klíma, Naděžda Kniplová, Přemysl Kočí, Miloš Konvalinka, Jiří Kostka, Vilma Kotrbová-Vrbová, Jan Kozák, Mária Kráľovičová, Jarmila Krulišová, Zdeněk Krybus, Ján Kulich, Antonín Landa, Vladimír Leraus, Kamil Lhoták, Josef Lieser, Bohumír Liška, Václav Lohniský, Radovan Lukavský, Karel Lukšík, Miroslav Macháček, Marcela Machotková, Jiří Marek, Václav Markup, Vlasta Matulová, Adolf Matura, Jarmila Májová, Jan Malík, Vladimír Meduna, Josef Mixa, Ivana Mixová, Zdeněk Míka, Alena Míková, Alois Moravec, Milada Musilová, Vladimír Neff, Jiří Němeček, Josef Novák, Břetislav Novotný, Oldřich Nový, Jan Nušl, Raimund Ondráček, Jan Otčenášek, Jan Pacl, Karel Palouš, Gustáv Papp, Jiří Pauer, Josef Páleníček, Milan Pásek, Ludmila Pelikánová, Jaromír Petřík, Vilém Pfeiffer, Jan Pilař, Karel Pivoňka, Jaromír Pleskot, Viliam Polónyi, Jaroslav Pospíšil, Bedřich Prokoš, Vilém Přibyl, Karel Reiner, Vladimír Reisel, Zuzana Růžičková, Vladimír Říha, Martin Salcman, Jiří Sequens, Jan Simota, Ivan Skála, Zdeněk Sklenář, Ladislav Slovák, Jan Smetana, Ladislav Snopek, Ján Solovič, Jan Soumar, Jiří Srnka, Karel Stehlík, Františk Studený, Valja Stýblová, Josef Suk mladší, Donát Šajner, Vlasta Šilhanová, Oldřich Šimáček, Lev Šimák, Jiřina Šlezingerová, Vladimír Šolta, Helena Šmahelová, Teodor Šrubař, Jiřina Štěpničková, Josef Šturdík, Astrid Štúrová, Antonín Švorc, Jiřina Švorcová, Drahomíra Tikalová, Martin Ťapák, Karel Vacek, Dalibor Cyril Vačkář, Věra Vágnerová, Marie Vášová, Josef Veselka, František Vlček, Karel Vochoč, František Volf, Karel Vrtiška, Jaroslava Vymazalová, Blanka Waleská, Jindřich Wielgus, Václav Zítek, Lubomír Železný, Jiří Sovák, Josef Kemr, Vladimír Menšík, Miloš Kopecký, Vlastimil Brodský
Spisovatelé: Zdeněk Adla, Věra Adlová, Peter Andruška, Ladislav Ballek, Ján Beňo, Zdeňka Bezděková-Pavlíková, Pavel Bojar, Karel Boušek, Vladimír Brett, František Buriánek, Vladimír Brandejs, Vojtěch Cach, Karel Cvejn, Milan Codr, Josef Černík, Rudolf Čižmárik, Ota Dub, Jaromír Dvořák, Karel Fabián, Jan Otokar Fischer, Pavel Francouz, Gusta Fučíková, Ladislav Fuks, Jiří Hájek, Josef Hanzlík, Ota Hofman, Václav Hons, Jan Hostáň, Hana Hrzalová, Karel Hvížďala, Miroslav Ivanov, Vladimír Janovic, Josef Jelen, Josef Kadlec, Rudolf Kalčík, Vladimír Klevis, Jaromíra Kolárová, Ján Korenko, Jan Kostrhun, Josef Kot, Zbyněk Kovanda, Petr Kovařík, Peter Kováčik, Jaromír Lang, Vlastimil Milota, Bohumír Macák, Miloš Macourek, Jan Martinec, Karel Misař, Václav Müller, Jaroslav Matějka, Jiří Navrátil, Jaromíra Nejedlá, Jana Neumannová, Bohumil Nohejl, Ivo Odehnal, Ladislav Mikeš Pařízek, Mirko Pašek, Petr Pavlík, Vladimír Páral, Josef Pávek, Milan Pávek, Františka Pecháčková, Václav Pekárek, Jaromír Pelc, Josef Peterka, Alexej Pludek, Miloš Pohorský, Jiří Procházka, Marie Prušáková, Vladimír Přibský, Miroslav Rafaj, Oldřich Rafaj, Jana Rathouská, Karol Rosenbaum, Božena Rotterová, Ludmila Romportlová, Stanislav Rudolf, Vítězslav Rzounek, Ema Řezáčová, Oto Řídký, Petr Skarlant, František Skorunka, Miroslav Slach, Jura Sosnar-Honzák, Jiří Stano, Jiří Stegbauer, Václav Stejskal, Miloslav Stingl, Josef Strnadel, Jan Suchl, Karel Sýs, Vincent Šabík, Sáva Šabouk, Zdeněk Šeřík, Vincent Šikula, Stanislav Šmatlák, Jan Šnobr, Ján Števček, Ludvík Štěpán, Peter Štilicha, Ladislav Štoll, Jiří Švejda, Alfred Technik, Jindřich Uher, Vladimír Vaňous, Stanislav Vácha, Přemysl Veverka, Miroslav Vízdal, Josef Volák, Alena Vrbová, Oldřich Vyhlídal, Miroslav Zahrádka, Jiří Žáček
Výtvarní umělci: Jiřina Adamcová, Jiří Altman, Josef Václav Barnet, Zdeňka Bauerová, Jaroslav Bejček, Li Ki Sun-Bejčková, Hana Blažková-Charouzová, Miroslav Brotánek, Jiří Černý, Jan Červ, Věra Drnková-Zářecká, Jaroslav Dvořák, Bohuslav Felcman, Vladimír Fiala, Zdeněk Filip, Quido Fojtík, Petr Formánek, Jan Habarta, Rudolf Hanych, Stanislav Hanzík, Jan Hausner, Jan Hána, Milan Hegar, Josef Herčík, Jaroslav Heyduk, Jindřiška Hirschová, Pavel Hlava, Josef Holler, Břetislav Holakovský, František Hora, Josef Hůrka, Jaroslav Chudomel, Miroslav Jiránek, Dušan John, Jarmila Kalašová, Ludvík Kodym, Božena Kodymová, Radomír Kolář, Zdeněk Kolářský, Karel Kolumek, Dušan Konečný, František Kopenec, Igor Korčák, Jiří Kotalík, Dobroslav Kotek, Josefa Kouřimská, Václav Kautman, Oskar Kozák, Jiří Kryštůfek, Karel Kuneš, Vlastimil Květenský, Bořivoj Lauda, Stanislav Libenský, Jaroslav Lukavský, Štefan Malatinec, Jaroslav Malínský, Jan Mácha, Václav Menčík, František Navrátil, Zdeněk Němeček, Oldřich Oplt, Miroslav Pangrác, František Pašek, Klára Pataki, Josef Peca, Milan Peterka, Jiří Pokorný, Viktor Polášek, Josef Prošek, Emanuel Pryl, Lubomír Růžička, Josef Saal, Josef Schlesinger, Wolfgang Schlosser, Jaromír Schoř, Ivo Schurmann, Josef Soukup, Jan Václav Straka, Petr Svoboda, Rudolf Svoboda, Dušan Šindelář, Karel Šmíd, Josef Šteffel, Karel Štětkář, Vojtěch Štolfa, Světla Štrupová-Žáková, Jindřich Švec, Marta Taberyová, Lubor Těhník, Ladislav Ubr, Bohumil Stanislav Urban, Karel Vašut, Josef Velčovský, Zdeněk Vodička, Jaroslav Vondráček, Ladislav Vorba, Evžen Weidlich, Jarmila Sychrová-Zábranská, Dobromil Zahradník, Vendelín Zdrůbecký, Miloš Zet, Vincent Živný
Architekti: Pavel Bareš, Miloš Bartoň, František Bělecký, Blahomír Borovička, Bohumil Böhm, Zdeněk Denk, Jozef Fabián, Vladimír Fašang, Jiří Hadrávek, Jaroslav Hanuš, Vladimír Horák, Jozef Chovanec, František Jesenko, Irena Komzalová, Viliam Kramár, Miloslav Kramolis, Jindřich Krise, Zdeněk Kuna, Zdeněk Lakomý, Josef Lang, Zdeněk Lang, Jiří Lasovský, Adolf Malinský, Miloš Mandík, Ferdinand Milučký, Miroslav Mužík, Peter Nahálka, Jaroslav Paroubek, Miroslav Podobský, Svatopluk Polák, Milan Rejchl, Josef Rotyka, Jan Sedláček, Evžen Simek, Zdeněk Strnadel, Stanislav Suda, Miloslav Sýkora, Zdeněk Šaman, Viliam Šlosek, Stanislav Talaš, Luděk Todl, Viktor Uhliarik, Karel Vepřek, Svatopluk Voděra, Jiří Vondrka, Jan Zídka, Adolf Zikmund
Hudební skladatelé a koncertní umělci: Stanislav Apolín, Jiří Bajer, Dagmar Baloghová, Dalibor Basler, Milan Báchorek, Jindřiška Bártová, František Belfín, Jiří Berkovec, Jiří Bělohlávek, Oldřich Blaha, Pavel Blatný, Ivo Bláha, Josef Boháč, Olga Boldocká, Zdeněk Borovec, Antonín Brejcha, Jindřich Brejšek, Petr Brock, Josef Burjanek, Zdeněk Candra, Josef Ceremuga, František „Ringo“ Čech, Vratislav Petr Černík, Miroslav Karel Černý, Jan Dehner, Daniel Dobiáš, Karel Doležal, Jindřich Duras, Milan Dvořák, Petr Eben, František Emmert, Václav Felix, Petr Fiala, Jan Frank Fischer, Ivo Fischer, Alexej Fried, Karel Friesl, Karel Gott, Čestmír Gregor, Rostislav Hališka, Petr Hapka, Svatopluk Havelka, Jan Hecl, Miroslav Hlaváč, Václav Holzknecht, Jiří Hubička, Jiří Hudec, Václav Hudeček, František Chaun, Jindřich Jindrák, Ivo Jirásek, Jana Jonášová, Miroslav Juchelka, Václav Junek, Viktor Kalabis, Mario Klemens, Jaromír Klempíř, Vladimír Klusák, Ctirad Kohoutek, Štěpán Koníček, František Kovaříček, Lubomír Koželuha, Eva Krámská, Gustav Křivinka, Ladislav Kubík, Václav Kučera, Jan Kyzlink, Jan Ledeč, Emil Leichner, Vlastimil Lejsek, Václav Lídl, Eva Lustigová, Harry Macourek, Lubomír Malý, Miloslav Malý, Zbyšek Malý, Miloš Macháček, Jiří Majer, Jiří Malásek, Zdeněk Marat, František Maxián, Otmar Mácha, Angelo Michajlov, Vlasta Mlejnková, Ladislav Mokrý, Rudolf Myška, Antonín Maria Nademlejnský, Václav Neckář, Miloslav Nedbal, Karel Neoproud, Václav Neumann, Zdenko Nováček, Jana Obrovská, Václav Oborný, Bohuslav Ondráček, Alois Palouček, Luboš Pánek, Arnošt Parsch, Vadim Petrov, Ivan Petrželka, Bartoloměj Pitlach, František Pospíšil, Vilém Pospíšil, Vladimír Poštulka, Josef Růžička, Zdeněk Rytíř, Petr Řezníček, Oldřich Semerád, Rudolf Siebr, Aleš Sigmund, Jan Slimáček, Jitka Snížková, Věra Soukupová, Jan Spálený, Karel Steinmetz, Jiří Sternwald, Emil Strašek, Jiří Strniště, Arnošt Střížek, František Šauer, Jaroslav Šeda, Dagmar Šimonková, Jiří Šindel, Milan Šlechta, Vladimír Šolín, Jiří Štengl, Vladimír Štědroň, Jaroslav Štěpánek, Jiří Štilec, Brigita Šulcová, Rudolf Šťastný, Jan Talich, Jiří Teml, Jan Těšík, Jiří Tomášek, Jaroslav Uhlíř, Petr Ulrych, Hana Ulrychová, Karel Valdauf, Vladimír Válek, Jiří Válek, Alena Veselá, Zdeněk Vokurka, Otakar Vondrovic, Jan Vratislavský, Eva Vyskočilová, Vladimír Werner, Václav Zahradník, Mojmír Zedník, Milan Zelenka, Jaroslav Zich, Zdeněk Zouhar.
Podle Ústavu pro studium totalitních režimů se k provolání v rámci kampaně připojilo 76 národních umělců, 360 zasloužilých umělců a přes 7000 „obyčejných“ umělců. Mnohým se podařilo účasti na televizí přenášené manifestaci v Národním divadle vyhnout, text Prohlášení je ale dostihl později v zaměstnání. Provolání podepisovali představitelé tzv. kulturní fronty v sekretariátech uměleckých svazů, v redakcích novin a nakladatelství, v televizi či rozhlase. Odmítnutím podpisu umělci riskovali ztrátu zaměstnání.